# Амфибал
Амфибал (казнён в 304) — священномученик. Дни памяти — 24 июня, 25 июня.
Святой Амфибал традиционно почитаем как священник, нашедший убежище у святого Альбана Веруламского и обративший его ко Господу. Считается, что когда римские воины пришли в поисках священника, святые Амфибал и Альбан поменялись одеждами, в результате чего святой Альбан был схвачен и казнён.
Считается, что он был родом из Карлеона, и что многие британцы были обращены им ко Господу, включая святых Стефана и Сократа, вместе с которыми он бежал в Уэльс. Впоследствии он был схвачен римлянами, который вернули его в Веруламий (ныне Сент-Олбанс), где он и был казнён.
Считается сомнительным, что Амфибал — истинное имя святого: известно о неточном понимании Гальфридом Монмутским латинского слова amphibalus, относящегося к одеждам, которые были отданы святому Альбану. Аналогично, следует относиться с осторожностью и к иным деталям его жития.
Мощи, отождествляемые с мощами святого Амфибала, были обретены в Редбурне, Хертфордшир, Англия, неподалёку от города Сент-Олбанс, в 1178 году и помещены в собор Святого Альбана. Первая рака святого Амфибала была разрушена, когда обвалилась крипта собора. Новая рака была построена около 1350 года, но была разрушена во времена роспуска монастырей, и останки святого Амфибала были рассеяны. Фрагменты раки были найдены в XIX веке, они находятся в соборе Святого Альбана.